# サンライズ出版
サンライズ出版株式会社（サンライズしゅっぱん）は、日本の滋賀県彦根市に所在する出版社。

## 会社概要
1930年に中山道旧鳥居本宿の一角で、岩根豊秀が謄写印刷業「サンライズスタディオ」を創業。1938年に彦根市土橋町のマルビシ百貨店内に移転し、滋賀県における謄写印刷技術の普及を推進した。1979年、本社工場を再び鳥居本に戻す。1981年に岩根豊秀の死去に伴って娘の岩根順子が跡を継ぎ、翌1982年にサンライズ印刷株式会社を設立（資本金200万円）。2003年サンライズ出版株式会社へ社名変更し、資本金3000万円に増資。
1976年より自費出版の受注を始め、1993年に図書コードを取得して以降、出版事業を本格化させた。やがて地域の文化情報発信拠点として活発な企画出版を行うようになり、1989年に地域情報誌『DUET』の発行を開始、1994年に「淡海文化を育てる会」を発足させるとともに「淡海文庫」を創設し、滋賀県の自然や文化、歴史に関する出版物を多数発刊している。1997年には、淡海文庫が滋賀県のイメージアップ戦略に貢献しているとして、岩根順子が滋賀県知事よりブルーレーク賞を受賞している。
アニメ制作会社のサンライズとは無関係である。

## ひこねのよいにゃんこ
「ひこにゃん」のキャラクター図柄の原案者のもへろんと直接契約をして、「ひこにゃん」と酷似した「ひこねのよいにゃんこ」グッズや絵本などを制作、販売している。公式サイトにも「ひこねのよいにゃんこ」が描かれている。
2007年4月26日、「ひこねのよいにゃんこ」の名前で商標登録の申請を行い、2008年8月22日（登録番号：5160871）と2009年5月15日（登録番号：5230166）に登録されたが、2009年7月、「ひこにゃん」の著作権を所有する彦根市が同市内の6業者に対して「ひこねのよいにゃんこ」グッズの販売中止を要請したことが判明した。